# المساعدات الخارجية لدولة الإمارات العربية المتحدة
تقدم دولة الإمارات العربية المتحدة المساعدات الخارجية في شكل مساعدات ومنح وقروض من خلال كل من الحكومة والمنظمات غير الحكومية. تتناول هذه المشروعات المقدمة إلى بلدان أخرى الرعاية الصحية والبنية التحتية والتنمية وتخفيف حدة الفقر والاستجابة للكوارث الطبيعية واللاجئين والمشردين داخلياً.

## الأهداف
الغرض من المساعدات الإماراتية هو زيادة السلام والاستقرار الدوليين من خلال القضاء على الفقر، مع ضمان التحسينات في مستويات معيشة الأفراد بغض النظر عن دينهم ولغتهم وهويتهم وعرقهم. يتم تقديم المساعدات باستمرار لضمان إقامة شراكات فعالة. تلتزم دولة الإمارات العربية المتحدة أيضًا بتنفيذ برامج التنمية المستدامة من أجل دعم البلدان النامية لتحقيق أهدافها الإنمائية للألفية. يركز تقرير تم نشره للفترة 2017-2021 على خطط التنمية الخاصة بالبلد وأولوياتها الخاصة بأهداف التنمية المستدامة (SDGs) التي تأمل دولة الإمارات أيضًا في التركيز على القضايا والمجتمعات المهملة. المبدأ التوجيهي الآخر هو الحصول على مساعدات شفافة وتركز على النتائج. وفقًا لموقع الإمارات التفاعلي 

## التاريخ
بدأت المساعدات الخارجية أولاً مع واحدة من أقدم وكالات التنمية في الإمارات العربية المتحدة، والتي يطلق عليها " صندوق أبو ظبي للتنمية" ، الذي تأسس عام 1971. يساعد صندوق أبو ظبي للتنمية الدول من خلال الدعم الاقتصادي في شكل قروض ميسرة للوصول إلى تمويل اجتماعي مستدام.

## الإدارة
في فبراير 2006 تم تعيين الشيخ عبد الله بن زايد آل نهيان وزيراً للخارجية. بعد إعادة هيكلة مجلس الوزراء في عام 2016 أدى إلى إنشاء وزارة الشؤون الخارجية والتعاون الدولي حيث واحدة من مهامها العديدة هي الاهتمام بالمساعدات التنموية من قبل دولة الإمارات العربية المتحدة. بلغت المساعدة الإنمائية الرسمية لدولة الإمارات العربية المتحدة التي تم قياسها كحصة من الدخل القومي الإجمالي 1.17٪ في عام 2014 و 1.12٪ في عام 2016. وهذا أعلى من اتفاق الأمم المتحدة للدول لإعطاء 0.7٪ من دخلها الدخل القومي الإجمالي كمساعدات تنموية رسمية سنويًا، مما يجعل دولة الإمارات العربية المتحدة صاحبة أعلى مساهم في جميع الدول التي تقدم تقاريرها إلى لجنة المساعدة الإنمائية التابعة لمنظمة التعاون والتنمية في الميدان الاقتصادي. توفر الإمارات العربية المتحدة أيضًا تمويلًا يتجاوز نطاق المساعدة الإنمائية الرسمية.

## المناطق
في حين تلقت بلدان أخرى مساعدات من الإمارات العربية المتحدة، ركزت هذه البلدان داخل قارتين بشكل خاص على.

### أفريقيا

#### مصر
في الفترة من 1971 إلى 2014 ، بلغت المساعدات الإنسانية والإنمائية المقدمة من دولة الإمارات العربية المتحدة إلى مصر 12.8 مليار دولار أمريكي. في عام 2013 تم توجيه أكبر متلقي للمساعدات الإنمائية الحكومية لدولة الإمارات العربية المتحدة إلى مصر. في نفس العام تم إنشاء اتفاق يهدف إلى دعم الاقتصاد والنظام المالي. تم استهداف العديد من القطاعات المختلفة بما في ذلك الزراعة والنقل والصحة والتعليم وتطوير البنية التحتية والمياه والصرف الصحي التي ساهمت جميعها في انتعاش مصر.

#### السودان
من عام 2014 إلى عام 2015 كانت هناك زيادة سبعة أضعاف في المساعدات الإماراتية في السودان والتي تلقت 108.2 مليون دولار أمريكي. وكانت القطاعات التي ركزت عليها المساعدة البرنامجية العامة والزراعة والتعليم. تم تقسيم المساعدات بالتساوي بين القروض والمنح. بالنسبة لقطاع الزراعة تم تقديم المساعدة في الغالب من قبل صندوق أبوظبي للتنمية للمساعدة في تأمين مياه الشرب وزيادة مساحة الأراضي وتوفير الكهرباء الإضافية من خلال التوليد الهيدروليكي. بالنسبة للتعليم تبرعت مؤسسة آل مكتوم لدعم تكاليف الجامعة الدولية لأفريقيا. في 20 يوليو 2020 ، أرسلت حكومة الإمارات العربية المتحدة طائرة تحمل 7.5 طن متري من الإمدادات الطبية إلى جانب مجموعات اختبار إلى جنوب السودان. تم إرسال المساعدة لمساعدة حوالي 7500 من المهنيين الطبيين في كبح انتشار Covid-19 في جنوب السودان.

### آسيا

#### أفغانستان
تتمثل مهمة دولة الإمارات العربية المتحدة في توصيل المساعدات الإنسانية إلى الشعب الأفغاني منذ عام 2003 في الحفاظ على الأمن ودعم التنمية الاجتماعية والاقتصادية في المناطق النائية. تم تقديم جميع الأموال التي وردت من دولة الإمارات العربية المتحدة في شكل منح مع التركيز على تطوير البنية التحتية والصحة والإغاثة الإنسانية والطوارئ. قدمت الحكومة 30 مليون دولار أمريكي على وجه التحديد لجهود إعادة الإعمار حيث استثمر الهلال الأحمر الإماراتي 19 مليون دولار أمريكي في مشاريع محلية. بالإضافة إلى ذلك أنفق صندوق أبوظبي للتنمية 29 مليون دولار أمريكي لتنفيذ 40,000 وحدة سكنية اجتماعية. بعض المساهمات تشمل:
- 11 مدرسة لتعليم 300 طالب في كل مدرسة
- مكتبة عامة واحدة تخدم أكثر من 400 شخص في اليوم
- 6 عيادات طبية عالجت 35000 أفغاني
- 38 مسجدا يخدم كل منها 300 شخص
- 160 بئر توفر مياه الشرب [13]

في يناير 2017 كان من المتوقع أن يبدأ الدبلوماسيون العديد من المشاريع التي تدعمها الإمارات بما في ذلك الأنشطة الإنسانية والتعليمية والإنمائية كجزء من برنامج المساعدات. كان أحد المشاريع المحددة في مدينة كابول توقيع اتفاقية مع جامعة كاردان لتقديم منح دراسية تمولها دولة الإمارات العربية المتحدة. خلال تلك الرحلة، قُتل خمسة من المسؤولين الإماراتيين في هجوم بقنبلة في قندهار جنوب أفغانستان. وذكر الناجون أن القنابل كانت مخبأة تحت الكراسى في دار ضيافة المحافظ. كان سفير الإمارات في أفغانستان أحد القتلى الستة. استجاب قادة الإمارات لهذا العمل الإرهابي قائلين إنهم لن يثنوا عنهم ولن تتوقف الجهود الإنسانية لدولة الإمارات العربية المتحدة.

#### العراق
أضافت المساعدات التي قدمتها الإمارات العربية المتحدة إلى العراق ما يصل إلى 134.9 مليون دولار أمريكي في عام 2015 ، أي أكثر بخمس مرات من عام 2014. وكان القطاع المحدد الذي ركز على الإغاثة الإنسانية والمساعدات الطارئة حيث قدمت الحكومة إمدادات الإغاثة إلى كردستان. كما نفذ الهلال الأحمر الإماراتي في أربيل العديد من المشاريع الإنسانية التي تضمنت توفير الإمدادات الطبية وترتيبات الشتاء للاجئين السوريين.

#### الأردن
في عام 2015 تم تزويد الأردن بمبلغ 230.6 مليون دولار أمريكي حيث تم تقديم 99 ٪ على شكل منح. من خلال صندوق أبوظبي للتنمية، تم تخصيص 128 مليون دولار أمريكي خصيصًا للنقل والتخزين. وتشمل التحسينات توسيع الطرق، وبناء مرافق لتخزين المنتجات النفطية ودعم مشروع تطوير عمان. قدم الهلال الأحمر الإماراتي في الغالب الإغاثة الإنسانية من خلال إدارة مخيم مراجيب الفهود للاجئين السوريين لضمان تلبية احتياجات اللاجئين السوريين من خلال الغذاء والمأوى والمساعدات الصحية.

#### باكستان
على مدار 44 عامًا كانت باكستان متلقية للمساعدات الإماراتية من خلال برامج التنمية والإنسانية بتكلفة 320 مليون دولار أمريكي. من بين المساهمين الأساسيين صندوق أبوظبي للتنمية ومؤسسة خليفة بن زايد آل نهيان. بالإضافة إلى إعادة بناء البنية التحتية كانت هناك شراكة مع مؤسسي Bill and Melinda Gates لتزويد وتوفير 20.000 لقاح للأطفال الباكستانيين ضد الحصبة وشلل الأطفال.

#### سوريا
قدمت دولة الإمارات العربية المتحدة 583 مليون دولار أمريكي استجابة لمساعدة 1.5 مليون نازح داخلي في سوريا وفي البلدان المضيفة للاجئين. ضمنت الإمارات 460 مليون دولار أمريكي خلال جميع المؤتمرات الدولية الثلاثة لإعلان التبرعات الإنسانية التي عقدت في الكويت. يتم تقديم المساعدات الإماراتية إلى سوريا من خلال منظمات مختلفة مثل الأمم المتحدة واليونيسيف ومفوضية الأمم المتحدة لشؤون اللاجئين وبرنامج الأغذية العالمي ومنظمة الصحة العالمية . كلفت المشاريع الإنسانية داخل سوريا 67.8 مليون دولار أمريكي، في حين تلقى أكبر مشروع 15.6 مليون دولار أمريكي لصالح «صندوق التعافي في سوريا» الذي يوفر الإمدادات اللازمة مثل المياه والغذاء والرعاية الطبية والطاقة. بالإضافة إلى ذلك، قدم صندوق أبو ظبي للتنمية مساعدات غذائية للنازحين داخلياً واللاجئين الفلسطينيين في سوريا. وتم تمويل مشروع آخر لدعم تغذية الأطفال دون سن الخامسة وتغذية النساء الحوامل داخل سوريا.

#### اليمن
منذ عام 2011 ، ظلت اليمن متلقيًا كبيرًا للمساعدات الإماراتية حيث تم التبرع بمبلغ 908 مليون دولار أمريكي للمساعدة في إعادة الإعمار مع دعم قطاعات مختلفة مثل التعليم والصحة والمعونات الغذائية والانتعاش الاقتصادي. وعد الشيخ خليفة بن زايد آل نهيان بالمساهمة في المساعدات الغذائية لمليون شخص خلال السنوات الثلاث المقبلة. وقد وصلت هذه المبادرة إلى أكثر من 75000 عائلة مع الاستفادة أيضًا من الاقتصاد المحلي. كانت دبي العطاء مساهماً كبيراً في البرامج التعليمية على أمل الاستفادة من 46000 طفل مع تحسين جودة التعليم.